# Neil Simon

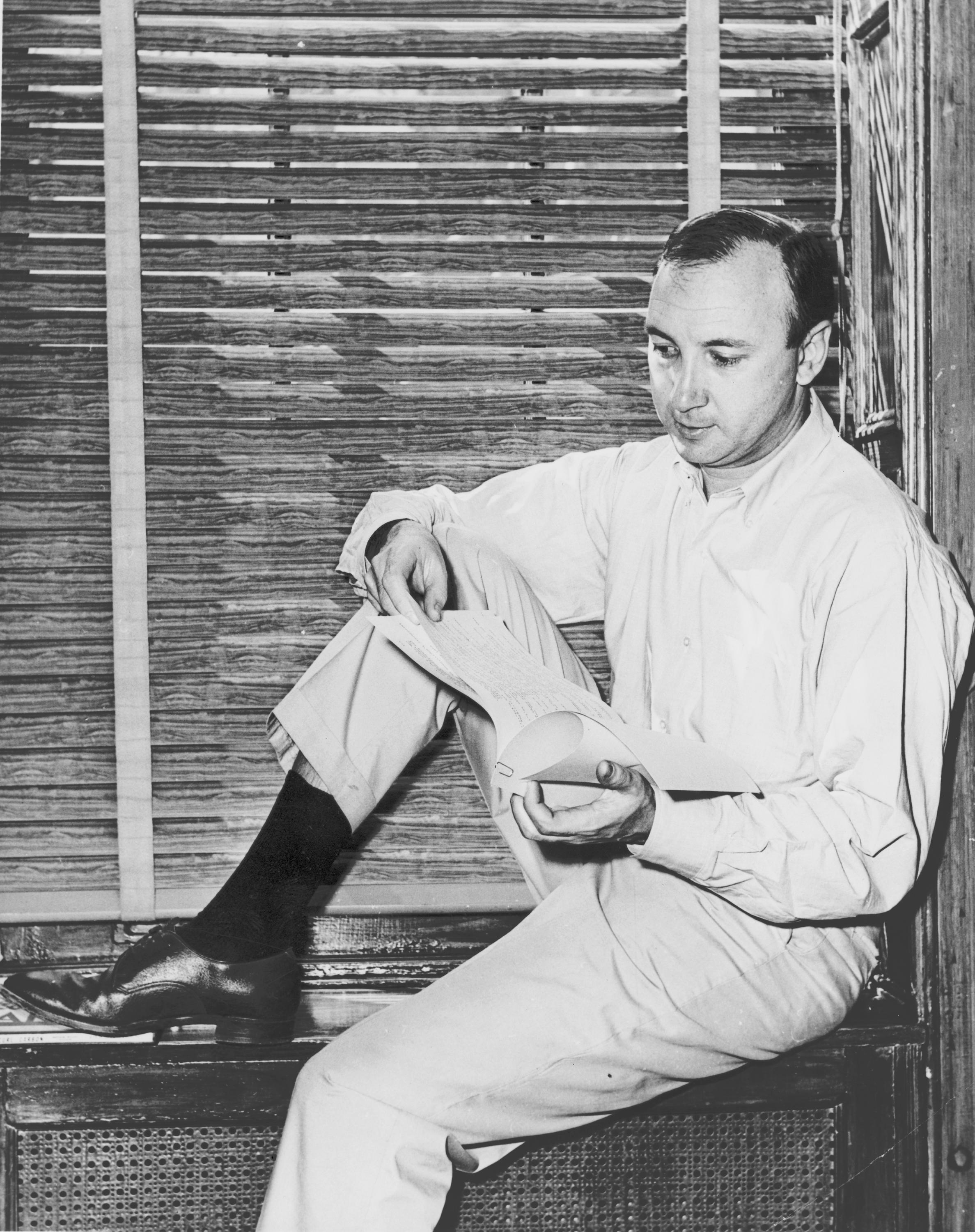
Neil Simon 1966.

Marvin Neil Simon, född 4 juli 1927 i stadsdelen Bronx i New York, död 26 augusti 2018 på Manhattan i New York, var en amerikansk dramatiker, manusförfattare och författare. Simon skrev över 30 pjäser och nästan lika många filmmanus, främst adaptationer av egna pjäser. Han mottog flera Oscars- och Tony-nomineringar under sin karriär.
Bland Neil Simons pjäser för teater (vilka även filmats) märks komedierna Barfota i parken (1963), Omaka par (1965) och Sunshine Boys (1972), och de mer allvarliga, självbiografiska Brighton Beach Memoirs (1983) och Polarna på Camp Biloxi (1985).
Han skrev även musikaler i samverkan med andra, såsom Sweet Charity (1966), Ungkarlslyan (1968) och They're Playing Our Song (1978).
I den populära pjäsen The Good Doctor (1977) bearbetade Simon en rad noveller av Anton Tjechov till en helaftonsföreställning av sketcher och vaudevillescener. Den har spelats flitigt i Sverige, oftast med titeln Nysningen som syftar på pjäsens första scen. 2003 gavs den på Stockholms stadsteater i regi av Johan Wahlström med Robert Gustafsson, Rolf Skoglund, Olof Thunberg och Yvonne Lombard.

## Pjäser (på svenska)
- Det omaka paret: en ny komedi (The odd couple) (otryckt översättning av Torsten Ehrenmark för Intiman 1965)
- Barfota i parken (Barefoot in the park) (otryckt översättning av Marianne Höök för Vasateatern 1965)
- Ungkarlslyan (Promises, Promises) (otryckt översättning av Stig Bergendorff för Sandrew 1969)
- Plaza svit: en ny komedi (Plaza suite) (otryckt översättning av Per Gerhard, för Vasateatern 1969)
- Vågar vi älska?: en ny komedi (Chapter two) (otryckt översättning av Per Gerhard för Vasateatern 1980)
- Omaka par [kvinnoversion] (otryckt översättning av Brasse Brännström, Magnus Härenstam, bearbetning Lars Amble för Helsingborgs stadsteater 1991)
- Broadway nästa! (Broadway bound) (otryckt översättning av Bengt Anderberg för Kungliga Dramatiska Teatern 1991)
- Yonkers tur och retur (Lost in Yonkers) (otryckt översättning av Per Erik Wahlund för Kungliga Dramatiska Teatern 1993)
- Solskenspojkarna (The Sunshine Boys) (otryckt översättning av Hans Alfredson för Intiman 1995)
- Skvaller (Rumours) (otryckt översättning av Edward af Sillén för Uppsala stadsteater 2015)

## Filmmanus i urval
- Barfota i parken (1967) †
- Omaka par (1968) †
- Sweet Charity (1969) †
- Osmak till tusen (1970)
- Plaza svit (1971) †
- Hjärtekrossaren (1972)
- The Sunshine Boys (1975) †
- Släpp deckarna loss, det är mord (1976)
- Sa jag adjö när jag kom? (1977)
- Snacka om deckare, alltså! (1978)
- California Suite (1978) †
- Andra gången gillt (1979) †
- Har inte vi setts förut? (1980)
- Jag borde vara stjärna (1982) †
- Polarna på Camp Biloxi  (1988) †
- Blondinen som alltid sa ja (1991)
- Lost in Yonkers (1993) †
- Omaka par II (1998)

- † Manus av Simon, baserat på hans pjäs med samma namn.